# Disconnected (Nomy)
Disconnected è il quarto album del cantautore svedese Nomy pubblicato il 28 marzo 2010.

## Tracce
1. I Died by You (versione country) – 4:34
2. Nomy Medley – 5:29
3. Chasing Ghosts (versione acustica) – 4:04
4. Bring Your Guns – 4:16
5. Heart of Ice (versione acustica) – 3:01
6. Cocaine (versione acustica) – 4:53
7. World In Fire – 4:15
8. When I'm Gone (versione acustica) – 4:45
9. 30k Children – 4:57
10. Wait One Day – 2:33

Durata totale: 42:47